# 費丙章
費丙章（？—1829年），原名和，字會宜，號新橋，浙江仁和（今杭州）人，清朝官员，進士出身。
嘉慶十三年（1808年）登進士，改庶吉士，授翰林院編修。道光二年六月初一（1822年7月18日）由江南淮扬道道员升任廣西按察使。道光四年闰七月十一（1824年9月3日）升任山东布政使。